# Västergötlands runinskrifter 31
Västergötlands runinskrifter 31 är en nu försvunnen medeltida runristad gravhäll som funnits i Järpås kyrka, Järpås socken och Lidköpings kommun. Inskriften avser att återge futharken. Stenen ska ha varit inmurad i vapenhuset på Järpås gamla kyrka som revs 1805. Den nya kyrkan återuppfördes på samma grund men hällen har inte kunnat återfinnas.

## Inskriften
Translitterering av runraden:
[+ fuþori · k(h)ias + tblmʀ·]
Normalisering till äldre fornsvenska:
''fuþor[k hn]ias tb[ml]ʀ''
Översättning till nusvenska:
<fruþokhniastbmʀ>